# Лос Кьяркас
Los Kjarkas — боливийская группа из провинции Капинота в департаменте Кочабамба, одна из самых популярных групп андской народной музыки в истории страны. Группа выступает с 1965 по настоящее время, исполняя песни в стилях капоралес, чунтункуис, тунтуна, уайно и карнавалес. Los Kjarkas популяризировали креольские музыкальные жанры в Боливии и за её пределами. Танцевальные ритмы капоралес, которые часто путают с афро-боливийским сая, очень нравятся молодёжи. Тройной метр чунтункуис похож на латиноамериканскую баладу (исп. balada, дословно — «баллада»), когда он интерпретируется в характерном романтическом стиле Los Kjarkas.
Участники группы играют на чаранго, кена, сампонья, ронроко, гитаре и бомбо.

## Состав
Бессменный лидер группы — певец, гитарист и автор песен Гонсало Эрмоса Гонсалес, который сформировал Лос Кьяркас вместе со своими братьями Эльмером Эрмосой Гонсалесом и Улисесом Эрмосой Гонсалесом, а также Гастоном Гуардиа Бильбоа и Рамиро де ла Серда. Де ла Серда покинул группу, чтобы сформировать Grupo Fortaleza, а Улисес Эрмоса умер от рака в 1992 году, и его заменили Эдуардо Яньес Лоайса, Роландо Мальпартида Порсель и Хосе Луис Моралес Родригес. К 2002 году Лин Ангуло, Гонсало Эрмоса Камачо и уроженец Японии Макото Шишидо заменили Яньеса, Порселя и Родригеса. Макото присоединился к группе после того, как увидел их выступление в Японии. В конце 2000-х годов у Элмера Эрмосы диагностировали диабет. В 2010 году Эдвин Кастелланос, игравший в группе с 1983 по 1995 год, стал мэром города Кочабамба.

## История
Группа основала две школы андской народной музыки: Музыкальную школу Кьяркас (Лима, Перу) и La Fundación Kjarkas (Эквадор).
Гастролировали по Японии, Европе, Скандинавии, США, Южной Америке и Австралии, написали более 350 песен. Среди самых популярных — Imillitay, Al Final, Canto a la mujer de mi pueblo и Pequeño Amor.
Музыка группы использовалась в аргентинско-голландском фильме «Боливия» (2001) . Культурное наследие группы передается следующему поколению потомков Эрмосы в популярной молодежной группе Chila Jatun, созданной детьми участников Los Kjarkas.
Группа награждена Золотым Знаменем правительства Боливии.

## Конфликт с Kaoma
Несанкционированный перевод песни Кьяркас Llorando se fue французскими продюсерами Жаном Каракосом и Оливье Лорсаком на португальский язык привел к появлению хита Lambada группы Kaoma. После успешного судебного разбирательства Kaoma заплатила за лицензию на песню. Песня также была использована в Taboo Дона Омара и в сингле Дженнифер Лопес On the Floor. Также Wayayay была исполнена Tarkan на турецком языке под названием Gelip Te Halimi Gördün Mü?.

## Дискография
- Bolivia (1976)
- Fortaleza Vol. 1 (1977)
- Fortaleza Vol. 2 (1978)
- Kutimuy (1979)
- Condor Mallku (1980)
- Desde el alma de mi pueblo (1981)
- Canto a la mujer de mi pueblo (1981)
- Sol de los andes (1983)
- Pueblos perdidos (1984)
- Desde el japón (1985)
- El amor y la libertad (1987)
- Chuquiago Marka (1988)
- Génesis Aymara (1989)
- Sin palabras (1989)
- Los andes… descubrió su rostro milenario (1990)
- Techno Kjarkas (1991)
- El arbol de mi destino (1992)
- Hermanos (1993)
- A los 500 años (1994)
- Quiquin… Pacha (Por un mundo nuevo) (1995)
- Por siempre (1997)
- El lider de los humildes (1998)
- Lección de vida (2001)
- 35 años (2006)
- 40 años despues (2012)